# أول مرة تحب يا قلبي (فلم)
أول مرة تحب يا قلبي فيلم كوميدي مصري، من إنتاج عام 2003.
اسم الفيلم مأخوذ من أغنية بنفس الاسم غناها عبد الحليم حافظ في فيلم الوسادة الخالية.

## قصة الفيلم
يتحدث الفيلم عن شرطي معجب بممثلة مشهورة، يوقفها ذات يوم على جانب الطريق، بسبب تجاوزها للسرعة المسموح بها، حيث كانت غاضبة لأن منتج ومخرج فيلمها الجديد قد أدخلا مشاهد غير لائقة لممثلة شبيهة لها في الفيلم. يطلب منها الشرطي صورة تذكارية، ولأن الصور التي كانت لديها نفدت، تطلب منه مرافقتها إلى المنزل، لتعطيه الصورة. عند وصولهما للمنزل، يكون الخمر الذي تعاطته في حفل افتتاح الفيلم قد أثر عليها، لذا تترك الشرطي و تذهب إلى غرفة النوم، فيلحق بها، و يقيم معها علاقة غير مشروعة، بعدها يعلم أنها أصبحت حاملاً، فيطالبها أن لا تسقط الطفل، وإلا سوف يرفع دعوى ضدها في المحكمة، وخشيةً من الفضيحة تقبل الزواج منه آخر الأمر.

## بطولة
- تامر عبد المنعم.
- جالا فهمي.
- طارق عبد العزيز.
- نورهان.
- لطفي لبيب.
- بسام رجب.
- أشرف مصيلحي.
- ضياء عبد الخالق.
- علاء زينهم.
- عبير صلاح الدين.
- خالد محمود.
- عبد الحميد المنير.
- هدى الصيفي.
- ليلى صدقي.
- خالد طلعت.
- أكرم الشرقاوي.
- محمد العزازي.
- أحمد شوقي.
- طارق سبل.
- رحاب أحمد.

## طاقم العمل
- إخراج : علاء كريم.
- مساعد مخرج أول : كمال الحمصاني.
- مونتاج نيجاتيف : مارسيل صالح.
- منتج فني : إبراهيم زين.
- مهندس صوت : جميل عزيز، عبد العزيز عمارة.
- موسيقى تصويرية : هاني مهنا
- كلمات و تلحين أغاني الفيلم : محمد جلال مصطفى.
- تأدية الأغاني : تامر عبد المنعم، رندة، جابر نمر (مطرب شعبي).
- مونتاج : معتز الكاتب.
- مدير تصوير : كمال عبد العزيز.
- تصميم المقدمة : الشحري.
- مكساج : طارق علوش.
- إنتاج : أفلام مصر العربية، واصف فايز.

## روابط خارجية
- مقالات تستعمل روابط فنية بلا صلة مع ويكي بيانات